# Робітнича Марсельєза
Робітнича Марсельєза (рос. Рабочая Марсельеза) — використовувалася як гімн у перші місяці після Лютневої революції.
Мелодія французького гімну («Марсельєза»).
Текст опублікований в газеті «Вперед» 1 липня 1875 під назвою «Нова пісня».
Слова П. Л. Лаврова (не переклад з французької, а оригінальний текст на ту саму тему, перенесену на російський ґрунт), музика Клода-Жозефа Руже де Ліля.
Тимчасовим урядом «Марсельєза» була затверджена як державний гімн 2 березня 1917 за старим стилем — через 5 днів після зречення від престолу Миколи II. Спочатку вона виконувалася під оригінальну французьку мелодію, але потім композитор О. К. Глазунов видозмінив музику так, аби вона краще відповідала російським словам.
У середовищі лівих партій «Марсельєзу» зустріли неоднозначно. Зокрема, за свідченням Стасової, до цього гімну неприязно ставився В. І. Ленін. У Петрограді місцева Рада робітничих і солдатських депутатів 4 квітня 1917 проголосила замість «Марсельєзи» гімном «Інтернаціонал», але тоді це рішення не дістало підтримки. Тимчасовий уряд лише заявив, що остаточне рішення про гімн повинні ухвалити в майбутньому Установчі збори.

## Текст (російською мовою)
Отречёмся от старого мира,
Отряхнём его прах с наших ног!
Нам враждебны златые кумиры,
Ненавистен нам царский чертог.
Мы пойдём к нашим страждущим братьям,
Мы к голодному люду пойдём,
С ним пошлём мы злодеям проклятья — : На борьбу мы его поведём.
Приспів:
Вставай, подымайся, рабочий народ!
Вставай на врага, люд голодный!
Раздайся, клич мести народной!
Вперёд, вперёд, вперёд, вперёд, вперёд!
Богачи-кулаки жадной сворой: Расхищают тяжёлый твой труд.
Твоим потом жиреют обжоры,
Твой последний кусок они рвут.
Голодай, чтоб они пировали,
Голодай, чтоб в игре биржевой: Они совесть и честь продавали,
Чтоб глумились они над тобой.
Приспів.
Тебе отдых — одна лишь могила.
Весь свой век недоимку готовь.
Царь-вампир из тебя тянет жилы,
Царь-вампир пьёт народную кровь.
Ему нужны для войска солдаты — : Подавайте ему сыновей.
Ему нужны пиры и палаты — : Подавай ему крови своей.
Приспів.
Не довольно ли вечного горя?
Встанем, братья, повсюду зараз — : От Днепра и до Белого моря,
И Поволжье, и Дальний Кавказ — : На воров, на собак — на богатых: И на злого вампира-царя.
Бей, губи их, злодеев проклятых,
Засветись, лучшей жизни заря.
Приспів.
И взойдёт за кровавой зарёю: Солнце правды и братской любви,
Хоть купили мы страшной ценою — : Кровью нашею — счастье земли.
И настанет година свободы:
Сгинет ложь, сгинет зло навсегда,
И сольются в одно все народы: В вольном царстве святого труда.
Приспів.